# Lucha Castro
Luz Estela Castro Rodríguez (Villa Ahumada, Chihuahua, 29 de febrero de 1952), también conocida como Lucha Castro, es una activista social, feminista y defensora de los derechos humanos mexicanos. Cofundadora , junto con Alma Gómez Caballero y Gabino Gómez Escárcega, del Centro de Derechos Humanos de las Mujeres (CEDEHM), y de la organización Justicia para nuestras hijas (JPNH). Reconocida por su labor en apoyo a familias de mujeres víctimas de feminicidio y casos de trata y desaparición forzada.
Lucha Castro también evidenció las implicaciones de la ocupación militar y policíaca en la sociedad, particularmente para las mujeres y las y los defensores de derechos humanos, lo que le condujo también a defenderles y apoyarles legal y políticamente.
Su trabajo junto con el de otras activistas y madres de las víctimas, le han valido al Estado Mexicano cientos de recomendaciones internacionales y la emblemática sentencia internacional conocida como Campo Algodonero de la Comisión Interamericana de Derechos Humanos (CIDH).
Al respecto, Lucha Castro refirió en una entrevista en 2015: 

El fallo de la CIDH en el caso del Campo Algodonero es emblemático y no puede ser secuestrado por nadie. Es producto del esfuerzo de toda una historia de madres, víctimas, organizaciones que han acompañado y de feministas, que fueron quienes nos brindaron el bagaje antropológico y cultural para poder darle una explicación a lo que estaba sucediendo. El caso del Campo Algodonero es parte de la historia de la comunidad.
 Gilet, Eliana, La lucha: una historia gráfica de las defensoras de derechos humanos de Chihuahua

En dicha entrevista destacó el papel de dos pioneras del combate al feminicidio, que en la década de 1990 levantaron la voz sobre lo que estaba pasando y permitieron visibilizar la problemática: Esther Chávez Cano e Irma Campos Madrigal.

## Biografía
Nacida en Villa Ahumada y licenciada en derecho por la Universidad Autónoma de Chihuahua (UACH), entra en el mundo del activismo a partir de la defensa del patrimonio familiar el cual su padre perdió a raíz de la crisis económica de México de 1994, conociendo de esa forma más casos de familias que habían quedado desprotegidas. La búsqueda de justicia para mujeres víctimas y sus familias comenzó posteriormente cuando se recrudeció la violencia de género en Juárez y cuando un evento en su familia le puso más cerca de esta problemática en particular.
Su padre, Juan Castro Vigil era de origen campesino, su madre, Bertha Rodríguez fue maestra rural, fundadora y administradora de la empresa familiar, dedicada a la perforación de pozos.
La familia se trasladó a la ciudad de Chihuahua en 1955 por iniciativa de su madre Bertha Rodríguez, y para que Lucha Castro y sus hermanas pudieran estudiar. Lucha Castro hizo sus estudios básicos en colegios religiosos particulares
Durante la crisis de 1994 y ante la imposibilidad de pagar los crecientes intereses a los bancos, el padre de Lucha Castro, empezó a vender propiedades, pero no logra liquidar sus deudas, de manera que tras su muerte, Lucha, su madre y hermanas deciden tomar otra estrategia para defender su patrimonio ante el rescate bancario y la devaluación del peso.

## Activismo
Lucha Castro participa en el movimiento político-electoral de desobediencia civil que encabezó el Partido Acción Nacional (PAN) en 1986 en la ciudad de Chihuahua, posteriormente, a principios de 1990, comienza a buscar estrategias para la defensa de su patrimonio familiar, participa también en la campaña "Tortura Nunca Más’’, impulsada por la Comisión de Solidaridad y Defensa de los Derechos Humanos A.C. en el Estado de Chihuahua.
Posteriormente se unió al El Barzón, que nace en 1993 en el Estado de Jalisco y que creció en poco tiempo, de manera que para 1995 aglutinaba más de medio millón de personas a nivel nacional y dos terceras partes de sus miembros eran mujeres. Desde la organización de El Barzón Chihuahua, de la que Lucha Castro fue codirigente y cofundadora, las y los deudores multiplicaron sus movilizaciones con plantones, marchas, bloqueos de vías públicas, tomas de edificios públicos y de bancos, huelga de hambre, cierre parcial del puente fronterizo de ciudad Juárez, quemas de productos agrícolas y tractores, lo que les hizo más visibles.
A finales de la década de 1990 e inicios del 2000, se vivió en el Estado, una alarmante oleada de agresiones sexuales y feminicidios, precisamente en respuesta a este fenómeno, Lucha Castro y otras activistas como Estela Fernández, Irma Campos Madrigal y Graciela Ramos, conformaron el Frente de Mujeres Contra la Violencia. Para el año 2001 estas mujeres en compañía de otras más, darían vida al Movimiento Mujeres de negro  y más tarde a la campaña Ni una más, que se originó ante la indiferencia de las autoridades frente la problemática y las demandas de justicia por las mujeres violentadas y asesinadas en Ciudad Juárez.
En el año 2002 Las Mujeres de Negro llevan a cabo el Primer Éxodo por la vida, ni una más, recorriendo los casi 400 kilómetros que se cuentan desde la capital Chihuahua hasta la fronteriza ciudad Juárez, de cuya campaña fueron voceras Irma Campos Madrigal y Lucha Castro, y cuyo objetivo fue exigir justicia y atención de los tres niveles de gobierno para profundizar las investigaciones sobre los feminicidios y la violencia de género.
En ese mismo año crea, junto con Norma Librada Ledezma Ortega, la organización civil Justicia para nuestras hijas, de la que fungió como abogada por algunos años, motivando la justicia para mujeres violentadas, desaparecidas o asesinadas; y con madres de familia en toda la República mexicana que acudieron para recibir asesoría legal. 
En 2006, Lucha Castro, Alma Gómez Caballero y Gabino Gómez fundaron el CEDEHM, del cual fue directora hasta el 2016, año en que ingresa a laborar en gobierno del Estado. El CEDEHM es financiado entre otras fundaciones por la Ford Foundation, MacArthur Foundation, Angelica Foundation y la Embajada del Reino de Países Bajos en México. El principal objetivo de la organización es proveer asesoría legal a víctimas de derechos humanos y para representar, empoderar y contribuir al acceso a la justicia de niñas y mujeres víctimas de la violencia de género en el Estado de Chihuahua.
Como consecuencia de su lucha social ha sufrido amenazas de muerte, por lo que 2008, la CIDH le otorgó medidas cautelares a todas las integrantes del CEDEHM y en febrero de 2013, decretó medidas provisionales a favor de Luz Estela Castro, por la situación de riesgo que implica su trabajo como defensora de derechos humanos y que continúa vigente.
En 2009, Las Mujeres de Negro, encabezado por Irma Campos y Lucha Castro, emprendieron el Segundo Éxodo por la Vida, frente al Hemiciclo a Juárez en la Ciudad de México, el 10 de noviembre de 2009, que concluiría 13 días después en Ciudad Juárez.
En diciembre de 2010 lideró ante la CIDH, la denuncia de la muerte de Marisela Escobedo, quien fue asesinada frente al Palacio de Gobierno en Chihuahua y quien exigió públicamente justicia por el asesinato de su hija. Ese mismo año la CIDH, mediante resoluciones de 26 de mayo de 2010, 26 de noviembre de 2010 y 15 de mayo de 2011 ordenó a México adoptar las medidas necesarias para proteger la vida e integridad personal de: Rocío Irene Alvarado Reyes, Nitza Paola Alvarado Espinoza y José Ángel Alvarado Herrera y 33 de sus familiares, por ser, los primeros tres, víctimas de desaparición forzada y siendo Lucha Castro abogada de la familia Alvarado.
En el 2011 Lucha Castro impulsó la creación del Centro de Justicia para las Mujeres durante la administración del Gobernador del Estado de Chihuahua, César Duarte Jáquez, quien fue cuestionado por no haber otorgado la seguridad necesaria a Marisela Escobedo y que hoy se encuentra prófugo y acusado de peculado. Lucha Castro en su discurso de inauguración, mencionó que se trataba de los primeros centros de justicia para mujeres en el país, y agradeció a varias mujeres como Laura Carrera, impulsora de los centros de justicia en el país.
A principios del 2013 impulsa junto a otras activistas del Estado de Chihuahua, a crear el Movimiento Estatal de Mujeres (MEM), que agrupa varias organizaciones civiles y colectivos de mujeres en el Estado, como Red por la Ciudadanía, Mujeres por México, Círculo de Estudios de Género, Mujeres Barzonistas,  Grupo 8 de Marzo, Mesa de Mujeres de Ciudad Juárez, CEDEHM, JPNH, Centro de Atención a la Mujer Trabajadora, Fátima, Unión Campesina Democrática, Abogadas Demócratas, Ecos de Mirabal, entre otras. A través del MEM participaron en el Concurso Nacional de Organizaciones de la Sociedad Civil para Impulsar el Liderazgo Político de las Mujeres 2012-2013, convocado por el Instituto Federal Electoral, obteniendo uno de los premios y con lo cual iniciaron un programa de capacitación para promover la participación política de las mujeres en el Estado. El MEM continúa activo.
En el año 2014, Lucha Castro de formación católica y siendo parte del Observatorio Nacional del Feminicidio en Chihuahua, participó en el 20 aniversario de Católicas por el Derecho a Decidir.
En el año 2015, Lucha Castro representó a la familia de Hester van Nierop, joven holandesa que fue asesinada en 1998, logrando una condena de 35 años de cárcel a quien se le encontró culpable.
Hasta el 2016, su trabajo se centró en el litigio estratégico, acompañamiento psicosocial y empoderamiento de mujeres en situación de violencia de género, además de haber litigado otros casos de desaparición forzada en el marco de la Guerra contra el narcotráfico y acompañando a defensoras y defensores de derechos humanos en riesgo.

## Trayectoria de Gobierno
El 26 de mayo de 2017, Lucha Castro fue designada por el gobernador de Chihuahua (2016-2021) Javier Corral Jurado, como Consejera del Consejo de la Judicatura del Estado. Según la Ley Orgánica del Poder Judicial, dicho Consejo se compondrá de 2 Consejeros/as magistrados/as del Tribunal Superior de Justicia, 1 Consejera/o nombrado por el Poder Legislativo, y 1 Consejera/o nombrado por el Poder Ejecutivo; por último, según mandata la Ley, el Consejo estará presidido por el Magistrado Presidente del Tribunal Superior de Justicia, quien se desempeñará como Consejero Presidente. Aunque hubo un proceso de impugnación a su nombramiento, por incumplimiento de límite de edad, que no se sostuvo.
En septiembre de 2019, Lucha Castro presenta oficialmente su renuncia ante el Poder Judicial por cuestiones de salud, y a pesar de las críticas y acusaciones, su trabajo como Consejera fue reconocido por hacer efectivo el acceso a la justicia, por su convicción en los Derechos Humanos y por avanzar en fortalecer la confianza en las instituciones.

## Reconocimientos
- En el año 2010 Lucha Castro fue nominada al premio Front Line Defenders, que tiene como objetivo galardonar el trabajo de los defensores de derechos humanos y contribuir a su seguridad y protección.[34]
- El siguiente años recibió el Premio Internacional del año 2011, por parte de la Asociación Pro Derechos Humanos de España[35] por personificar la lucha de las mujeres y la búsqueda de sus derechos para una vida libre de violencia.[36]
- En el 2015 Front line Defenders y Verso Books, publicaron "La lucha: la historia de Lucha Castro y los Derechos humanos en México", el primer libro de una serie de novelas gráficas de no ficción. El libro es testimonio de las historias de vida de las defensoras de derechos humanos en el norte de México, quienes en sus labores cotidianas, enfrentan peligro de muerte y es también una representación de la complejidad y los desafíos en la vida de las defensoras y la profunda importancia de su trabajo.[37]
- En el año 2016, la Universidad Autónoma de Chihuahua le hizo entrega de la Medalla al Mérito Universitario, siendo la primera mujer en recibir dicho reconocimiento.[38]